# Agfa (nematodo)
Agfa es un género de nematodos parasitarios de la familia Agfidae, las especies están parasitaridas en los gasterópodos terrestres. Es una de las dos clases tradicionales de nematodos; está fundamentada en criterios morfológicos, pero no está soportada por los análisis moleculares modernos.

## Especies
- Agfa flexilis (Dujardin, 1845)[1]
- Agfa morandi (Ribas & Casanova, 2002)[2]
- Agfa tauricus (Korol & Spiridonov, 1991)[3]